# Рене Добрый
Рене́ Добрый (фр. le Bon Roi René), 
Ренато Неaпoлитанский (итал. Renato I di Napoli), 16 января 1409, Анже, Герцогство Анжу, Королевство Франция — 10 июля 1480[…], Экс-ан-Прованс, Прованс, Королевство Франция[…]) — граф де Гиз в 1417—1425 годах, герцог Лотарингии в 1431—1453 годах, герцог Анжуйский в 1434—1475 годах, титулярный король Неаполя, Иерусалима.

## Биография
Второй сын Людовика II Анжуйского и Иоланды Арагонской.
Благодаря браку с Изабеллой Лотарингской унаследовал герцогства Бар (1430) и Лотарингию (1431). На последнее герцогство существовал ещё один претендент — Антуан де Водемон, поддерживаемый герцогом Бургундии Филиппом III Добрым. В войне за Лотарингию Рене попал в плен, где и содержался до 1437 года.
За это время был признан в качестве герцога Лотарингского императором Сигизмундом.
В 1434 году после смерти своего старшего брата Людовика III Анжуйского унаследовал герцогства Анжу и Прованс, а также статус наследника бездетной королевы Неаполя Джованны II. После её смерти стал номинально королём Неаполя.

## Итальянский поход
Освободившись из плена, Рене прибыл в Италию, чтобы отвоевать Неаполь у захватившего трон Альфонса V, короля Арагона и Сицилии, прежнего (в 1421—1423 годах) наследника Джованны II. В 1442 году Рене потерпел сокрушительное поражение от Альфонса V и вернулся во Францию, где содержал роскошный двор в Анжере.
С 1459 по 1464 год повторно воевал за престол Неаполитанского королевства, в итоге проиграв коалиции в лице наследника Фердинанда I и союзных ему Миланского герцогства, Папской области и Лежской лиги.

## Замужество дочери с королём Англии
Играл важную посредническую роль при заключении Турского перемирия (1445) между Англией и Францией. В качестве одного из условий перемирия дочь Рене Маргарита Анжуйская (1430—1482) вышла замуж за короля Англии Генриха VI.
Свои права на Лотарингию Рене передал после смерти жены своему сыну Жану II (1425—1470). Тот же Жан II вновь пытался отвоевать Неаполь у Арагонского дома, но потерпел поражение при Трое (1462). Впоследствии, воспользовавшись восстанием в Каталонии против Хуана II, короля Арагона (1458—1479), Жан II пытался добыть себе титул графа Барселоны и власть над Каталонией, но умер, ничего не добившись.

## Анжу становится королевским доменом
После смерти сына Рене был вынужден завещать герцогство Анжу Людовику XI, который и захватил Анжу в 1475 году, не дожидаясь смерти завещателя. В 1473 году Рене окончательно поселился в единственном оставшемся у него владении — Провансе. Здесь собрал при своём дворе в городе Экс-ан-Прованс многочисленных поэтов, художников, музыкантов. Рене вошёл в историю как последний король — трубадур.
После смерти Рене область Прованс и титул короля Неаполя перешли к его племяннику Карлу Мэнскому (1436—1481), носившему в качестве короля Неаполя имя Карл IV. После его бездетной смерти Прованс был унаследован Людовиком XI.

## Труды
Являлся признанным знатоком и законодателем в области рыцарского этикета. В «Книге турниров» (фр. Le Livre des tournois, 1460), предположительно составленной по заказу Людовика Люксембургского, подробно описал, а также, возможно, частично проиллюстрировал, принципы организации и правила проведения рыцарских состязаний, а также вооружение, амуницию, церемонии и ритуалы, вплоть до организации послетурнирного банкета. В рукописи имеется 109 страниц, а также 26 сдвоенных, или одинарных, во весь лист, миниатюр, значительная часть которых принадлежит кисти известного художника Бартелеми д’Эйка. Является также автором «Книги любви» (1460—1467) и ряда др. сочинений.

## Семья

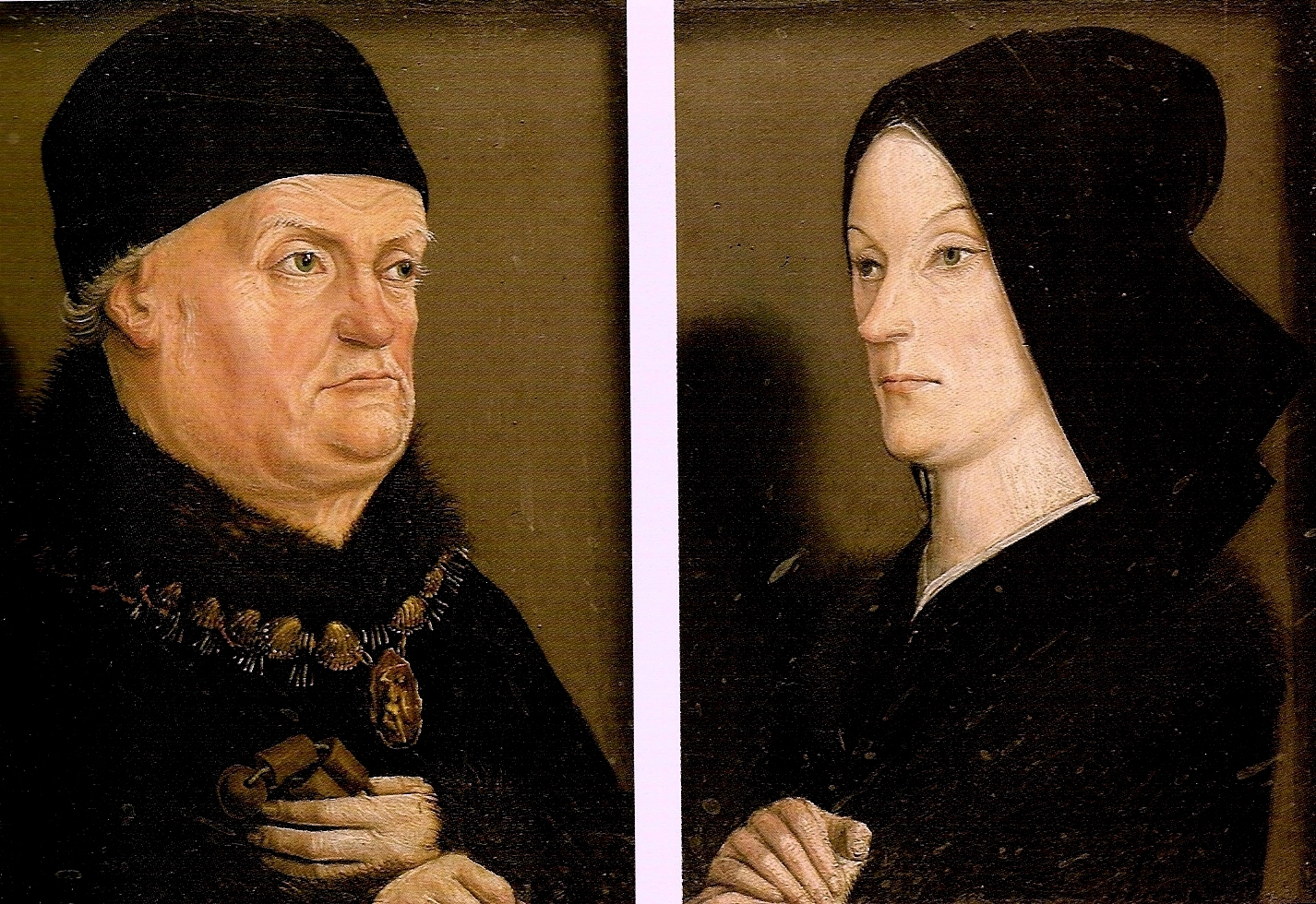
Рене Анжуйский и вторая супруга Жанна де Лаваль. Диптих работы Никола Фромана. 1475—1480. Лувр. Париж

- Первая жена Изабелла Лотарингская (1400—1453). Дети:
  - Жан II (1425—1470), герцог Лотарингии (1453—1470), титулярный герцог Калабрийский и граф Барселонский. С его сыном Никола (1448—1473), герцогом Лотарингии в 1470—1473, закончилась Лотарингская ветвь Анжуйского дома
  - Иоланда (2 ноября 1428 — 23 марта 1483), титулярная королева Неаполя, замужем за Фредериком VI (1417 — 31 августа 1470) де Водемон. Их потомки после 1477 года были герцогами Лотарингии.
  - Маргарита Анжуйская (23 марта 1430 — 25 августа 1482), жена Генриха VI (1421—1471), короля Англии (1422—1461, 1470—1471)
  - Людовик (1427—1444), маркиз Понт-а-Муссон
- Вторая жена — Жанна де Лаваль (1433—1498)

## В художественной литературе
- Фигурирует в историческом романе Вальтера Скотта «Карл Смелый, или Анна Гейерштейнская, дева Мрака» (1829).
- Фигурирует также в пьесе Генрика Герца «Дочь короля Рене», на основании которой Чайковский создал оперу «Иоланта».